# Berlancourt (Oise)
Berlancourt – miejscowość i gmina we Francji, w regionie Hauts-de-France, w departamencie Oise.
Według danych na rok 1990 gminę zamieszkiwało 245 osób, a gęstość zaludnienia wynosiła 34 osoby/km² (wśród 2293 gmin Pikardii Berlancourt plasuje się na 754. miejscu pod względem liczby ludności, natomiast pod względem powierzchni na miejscu 673.).